# Eumigus rubioi
Eumigus rubioi is een rechtvleugelig insect uit de familie Pamphagidae. De wetenschappelijke naam van deze soort is voor het eerst geldig gepubliceerd in 1973 door Harz.